# Distrito de Böblingen
El Distrito de Böblingen es un distrito rural (Landkreis) situado en el centro del estado federal de Baden-Wurtemberg. Los distritos vecinos son (empezando por el norte y en el sentido de las agujas del reloj), en el norte el Distrito de Luisburgo, en el este al distrito urbano de Stuttgart y al Distrito de Esslingen, en el sudeste al Distrito de Reutlingen, en el sur el Distrito de Tubinga, en el oeste el Distrito de Calw y en el noroeste el Distrito de Enz. La capital del distrito recae sobre la ciudad de Böblingen.

## Geografía
El distrito de Böblingen comprende parte del Gäu Superior (Oberes Gäu) y de las estribaciones de la Selva Negra. En el este incluye partes del bosque Schönbuch. No hay ríos mayores en el distrito. En el distrito nace el Aich, cerca de Holzgerlingen. Todos los riachuelos afluyen al Río Neckar o al Enz, respectivamente.

## Demografía
Las cifras de habitantes proceden del censo de población (¹) o datos de la oficina de estadística de Baden-Wurtemberg.
| Año                     | N.º Habitantes |
| ----------------------- | -------------- |
| 31 de diciembre de 1973 | 286.618        |
| 31 de diciembre de 1975 | 288.385        |
| 31 de diciembre de 1980 | 305.725        |
| 31 de diciembre de 1985 | 310.431        |
| 27 de mayo de 1987 ¹    | 315.677        |

| Año                     | N.º Habitantes |
| ----------------------- | -------------- |
| 31 de diciembre de 1990 | 334.602        |
| 31 de diciembre de 1995 | 351.027        |
| 31 de diciembre de 2000 | 364.987        |
| 31 de diciembre de 2005 | 372.155        |
| 30 de junio de 2006     | 372.293        |

## Ciudades y municipios
(Habitantes en el 30 de junio de 2005)

### Ciudades
1. Böblingen (46.322)
2. Herrenberg (31.235)
3. Holzgerlingen (11.689)
4. Leonberg (45.535)
5. Renningen (17.371)
6. Rutesheim (10.112)
7. Sindelfingen (61.241)
8. Waldenbuch (8.726)
9. Weil der Stadt (19.173)

### Municipios
1. Aidlingen (9.199)
2. Altdorf (4.447)
3. Bondorf (5.783)
4. Deckenpfronn (2.924)
5. Ehningen (7.591)
6. Gärtringen (11.843)
7. Gäufelden (9.452)
8. Grafenau (6.651)
9. Hildrizhausen (3.519)
10. Jettingen (7.691)
11. Magstadt (9.055)
12. Mötzingen (3.562)
13. Nufringen (5.317)
14. Schönaich (10.042)
15. Steinenbronn (6.135)
16. Weil im Schönbuch (10.100)
17. Weissach (7.742)

### Distritos administrativos
1. Aidlingen/Grafenau
2. Gärtringen/Ehningen
3. Herrenberg
4. Holzgerlingen
5. Oberes Gäu
6. Waldenbuch-Steinenbronn